# Klenovac (Republika Serbska)
Klenovac (cyr. Кленовац) – wieś w Bośni i Hercegowinie, w Republice Serbskiej, w gminie Petrovac. W 2013 roku liczyła 14 mieszkańców.